# Nuorarivier
De Nuorarivier (Zweeds: Nuorajoki)  is een rivieren binnen de Zweedse  provincie Norrbottens län. De rivier is de afwateringsrivier van het moerasmeer Nuorajärvi (40 hectare groot) en stroomt zuidoostwaarts. Ze stroomt door het Lammijärvi om aan de zuidoostkant dat meer te verlaten en na 200 meter de Soukolorivier in te stromen. De Nuorarivier is nauwelijks langer dan 1 kilometer.